# Başak Şengül
Başak Şengül (Istanbul, 1979) és una periodista turca que treballa com a presentadora i comentarista de notícies de la CNN TÜRK (CNN en turc).
Şengül va néixer a Istanbul, on rebé la seva educació secundària al Liceu Pertevniyal. És graduada del Departament de Comunicacions de la Universitat d'Istanbul. Treballa en aquest canal d'ençà que va entrar com becaria el 2000, excepte una curta presencia a Habertürk TV el 2009.
La nit de temptativa de cop d'estat a Turquia de 2016 va assolir la fama per no haber abandonat la seva taula de la CNN TÜRK, on narrava els desenvolupaments en directe fins que els soldats colpistes van entrar al canal. Quan el canal va recuperar la seva transmissió, una altra presentadora, Hande Fırat va prendre el relleu. Şengül va dir que al sentir les remors de l'helicòpter militar es va adonar de que quelcom no anava bé.